# Kromova skupina
6. skupina periodnega sistema (IUPAC) ali kromova skupina  je skupina kemijskih elementov, v katero spadajo krom (Cr), molibden (Mo), volfram (W) in siborgij (Sg).
Vsi elementi so kovine, ki se (razen siborgija) uporabljajo predvsem za legiranje jekla.
Elementi 6. skupine imajo naslednje elektronske konfiguracije:
| Z   | Element  | Št. elektronov/orbitala |
| --- | -------- | ----------------------- |
| 24  | Krom     | 2, 8, 13, 1             |
| 42  | Molobden | 2, 8, 18, 13, 1         |
| 74  | Volfram  | 2, 8, 18, 32, 12, 2     |
| 106 | Siborgij | 2, 8, 18, 32, 32, 12, 2 |

Elektronski konfiguraciji kroma in molibdena sta (n-1) d5 ns1. Oba elementa imata zaradi polovično zapolnjene d orbitale zmanjšano kemijsko reaktivnost oziroma povečano stabilnost.
Elementi 6. skupine imajo oksidacijska stanja od +1 do +6. Najstabilnejše so spojine, v katerih imajo oksidacijsko stanje +3. Njihove spojine tvorijo kationske in anionske komplekse.

## Fizikalne lastnosti
| Ime            | Krom             | Molibden                   | Volfram                  | Siborgij |
| -------------- | ---------------- | -------------------------- | ------------------------ | -------- |
| Tališče        | 2130 K (1857 °C) | 2896 K (2623 °C)           | 3695 K (3422 °C)         | ?        |
| Vrelišče       | 2945 K (2672 °C) | 4912 K (4639 °C)           | 5828 K (5555 °C)         | ?        |
| Gostota        | 7,14 g·cm−3      | 10,28 g·cm−3               | 19,25 g·cm−3             | ?        |
| Videz          | srebrno kovinski | srebrno bel do jekleno siv | kovinski z belim sijajem | ?        |
| Atomski polmer | 140 pm           | 145 pm                     | 146 pm                   | ?        |

Krom je kovina z najvišjim tališčem in drugim najvišjim vreliščem.

## Biološka nahajališča
6. skupina elementov je znana po tem, da vsebuje edine elemente iz 5. in. 6 periode, ki igrajo pomembno vlogo v biokemiji živih organizmov. Molibden je pogost v encimih mnogih organizmov, volfram pa ima podobno vlogo v encimih nekaterih arhej, na primer Pyrococcus furiosus. Krom ima verjetno več bioloških vlog, kar je nenavadno za prvo vrstico bloka d. Domneva se, da sodeluje v metabolizmu glukoze nekaterih sesalcev.